# Pigghajartade hajar
Pigghajartade hajar (Squaliformes) är en ordning av broskfiskar. Ordningen ingår i underklassen hajar och rockor som i sin tur ingår i klassen broskfiskar. Det finns minst 135 arter beskrivna. Enligt Catalogue of Life omfattar ordningen Squaliformes 128 arter. 
De flesta arterna har en kroppsfärg som är mörk eller svart. Majoriteten av arterna inom denna ordning lever i djuphavet.
Då flera av dessa hajarter lever i djuphavet finns det goda chanser för att upptäcka fler nya arter. Ordningen innehåller några av de största rovhajarna genom håkäringarna i familjen sömnhajar Somniosidae. Några av de minsta kända hajarna förekommer även i ordningen i familjerna dvärghajar Dalatiidae och lanternhajar Etmopteridae.
Familjer enligt Catalogue of Life och Dyntaxa:
- Näbbnoshajar[3] Centrophoridae
- Dvärghajar[3] Dalatiidae
- Tagghajar[3] Echinorhinidae
- Lanternhajar[3] Etmopteridae
- Trekantshajar[3] Oxynotidae
- Sömnhajar[3] Somniosidae
- Pigghajar Squalidae